# Sting de Charlotte
Le Sting de Charlotte (en anglais Charlotte Sting, « la Piqûre de Charlotte ») est une ancienne franchise féminine de basket-ball américaine appartenant à la WNBA basée à Charlotte, en Caroline du Nord, elle était liée au Hornets de Charlotte jusqu'à ce que cette équipe NBA déménager à la Nouvelle-Orléans en 2002. Fondée en 1997, l'équipe fait partie des huit premières équipes de la WNBA, datant de la création de cette NBA féminine en 1997. Elle disparaît en janvier 2007 malgré une tentative de déménagement à Kansas City.
Le Sting remporta un titre de la Conférence Est de la WNBA en 2001, il perd en finales de la WNBA contre les Sparks de Los Angeles cette même année.

## Historique de la franchise

### Débuts en WNBA (1997-2000)
Lors des deux premières saisons, le Sting est mené par l’intérieure Vicky Bullett et l’arrière Andrea Stinson mais doit céder face aux Comets de Houston. Lors de sa troisième saison, la franchise est renforcée par Dawn Staley qui arrive de l'ex-ABL. L'équipe dirigée par Dan Hughes ne s'incline qu'en finale de conférence face au Liberty de New York. La dynamique se dérègle lors de la saison 2000 : départ de Dan Hughes, transfert raté la All-Star Vicky Bullett en échange de Shalonda Enis, défense lâche qui fait chuter le taux de victoires à 25% de victoires.

### Champion de conférence et finales WNBA (2001)
En 2001, le Sting engage Anne Donovan (assistée de Cheryl Reeve) sur le banc et obtient l'arrivée de l'ailière Allison Feaster en échange de Rhonda Mapp. Lors de la draft, malgré le bon choix au second tour de pivot Tammy Sutton-Brown, la direction du club commet l'erreur de ne pas choisir Tamika Catchings, qui sera une des meilleures joueuses de l'histoire de la WNBA. Après un début de saison catastrophique (un succès en douze rencontres), le Sting enchaine ensuite les succès porté par l'enthousiasme de Charlotte Smith et réussit à se qualifier pour les play-offs et à battre les Rockers de Cleveland au premier tour, puis le Liberty. Charlotte ne s'incline qu'en finales face aux Sparks de Los Angeles de Lisa Leslie.

### Depart des Hornets (2002-2003)
Les saisons 2002 et 2003 se concluent par des éliminations aux premier tour respectivement par les Mystics de Washington et le Sun du Connecticut

### Disparition du Sting (2007)
Le 13 décembre 2006, Bobcats Sports and Entertainment a cédé la propriété de l'équipe à la ligue, invoquant la faible fréquentation à Charlotte (malgré une nouvelle arène) et la perte de revenus. Un groupe d'investissement de Kansas City avait pour objectif de déplacer le Sting à Kansas City. Les Sting devaient jouer au Sprint Center, qui devait ouvrir ses portes à l'automne 2007. La ville n'a pas eu d'équipe NBA depuis le déménagement des Kings à Sacramento, en Californie, après la saison 1984-1985.
Après des mois de discussions et de délibérations entre la ligue et les investisseurs, les plans ont finalement échoué. Le 3 janvier 2007, les Bobcats ont annoncé que la collecte de fonds menée par un groupe cherchant à déplacer l'équipe à Kansas City avait échoué. L'équipe s'est immédiatement repliée et les joueuses sont allés vers les autres équipes de la ligue via la draft de dispersion du 8 janvier 2007.

## Palmarès, bilan et récompenses

### Palmarès
| Championnat nationale                                        | Autres titres                                     |
| - Women's National Basketball Association - Finaliste : 2001 | - Conférence Est de la WNBA (1) - Champion : 2001 |

## Joueuses et personnalités

### Joueuses
- Kelly Miller
- Dawn Staley
- Allison Feaster
- Tammy Sutton-Brown

### Maillot retiré
- 32 : Andrea Stinson

## Identité du club

### Logos

Évolution du logo
Logo de 1997 à 2003.
Logo de 2004 à 2007.